# 偶像大師 盡情高歌
《偶像大師 盡情高歌 Presented by 太鼓达人》是万代南梦宫娱乐开发，并于2015年12月在PlayStation Vita发行的节奏游戏。本作为《偶像大师》系列10周年纪念作品，采用《太鼓达人》的游戏模式，玩家需要按节奏敲击红蓝两色的太鼓音符。游戏分为《赤盘》和《青盘》两个版本，分别收录系列早期和后期作品的音乐。游戏发售前4日售出约2万套，获得媒体较好的评价。

## 玩法

游戏基本玩法如同《太鼓达人》，玩家要在音符恰好进入左侧判定区时按键；画面下方是挥舞荧光棒的观众

《偶像大師 盡情高歌》是一款节奏游戏，其基本系统如同《太鼓达人V版》。在基本玩法中，屏幕会随音乐节奏，由右至左出现太鼓形音符。音符主要分为红色和蓝色，分别象征鼓边和鼓面，对应的按键设定可由玩家选择。此外游戏还有特殊音符，如黄色长条形音符，需要玩家交替按鼓边和鼓面键，或是需要双手同时按键的大音符。玩家要在音符落入左侧圆形判定区时，准确按下对应按键。游戏会按玩家按键的准确度，给出良、可、不可三种判定，其中前两者会累计连击数。音符上方有一条横槽，会随玩家正确操作而上升，或错误操作而下降。槽中设有指标线，曲目结束时若超过标准线则为游戏成功。歌曲结束后游戏会给出总评。游戏设有练习室，玩家可以倒带或变速演练曲目。
除了基本玩法外，玩家还能在现场嘉年华模式举办演唱会。玩家在此模式中，可指定系列中的角色演出，偶像演出成功会获得粉丝数，继而提升偶像等级，展开更多类型的演出。游戏商店中售有各色荧光棒道具，玩家可在演出中使用荧光棒道具，让画面下方的观众挥舞同色荧光棒，而在演出结束时，角色能得到奖励粉丝。此外角色演出之后，或能收到粉丝寄来的信息。玩家在达成特定条件后会获得印章，收集印章可提升制作人等级，从而解锁新荧光棒、服装、音色（敲鼓的声效）等商店道具，以及乐曲和谱面。
游戏分为《赤盘》和《青盘》两个独立版本，每个版本各收录40首曲目，其中前者收录系列早期游戏的音乐，后者以2010下半年起、系列“第二世代”作品的音乐为主。此外第二世代新增角色的也会在《青盘》中登场。两个版本共用一套奖杯，等级、道具、金钱等游戏存档数据可以互通。

## 开发与发行
《偶像大師 盡情高歌》为偶像大师系列10周年纪念作，也是和迎接15周年的pp太鼓达人系列]]的联合企划作品。游戏最早于2015年7月18日在埼玉县系列十周年实况录音活动上公开，活动包括透露游戏将分《赤盘》和《青盘》两个版本。万代南梦宫在2015年9月19日的东京电玩展上举办了舞台活动，游戏配音员在活动中演示了游戏操作。官方同日还宣布了游戏预定发售日期，并公开了两版游戏的曲目列表。官方同时展开系列十周年采访企划，在本做官方网站上，刊载了配音员、词曲作者、人物设计和制作人员的采访。
《偶像大師 盡情高歌》双版本于2015年12月10日正式发行，初版游戏封有PlayStation Vita主题桌布，各销售店铺也有桌历等不同赠物。万代南梦宫在游戏发行当日，限期一月推出了PlayStation Vita免费下载应用“偶像大师 音乐剪辑”，收录系列13首音乐视频短片、视频内容偶像歌曲演出或动画剪辑。为纪念游戏发行，万代南梦宫还于同日开放PlayStation Portable游戏《偶像大师SP PSP the Best》折扣下载；该游戏共有三个版本，分别于12月10日、17日和24日打折。

## 评价
《偶像大師 盡情高歌》前4日銷售量，按Media Create的统计，售出约1万套；而按照《Fami通》的统计，售出2.4万套。
《Fami通》为《尽情高歌》打出32/40分，中国大陆杂志《游戏机实用技术》也打出24/30分。两个杂志皆指出游戏在太鼓达人系统中，融入了偶像大师的独特要素，《游戏机实用技术》还特别称赞了演唱会模式的荧光棒要素。《Fami通》称赞了双版本间可共享存档，但对游戏只能单人游玩感到遗憾。《Fami通》称赞本作完整收录了历代角色曲目，《游戏机实用技术》也称赞了乐曲质量，同时二者都对游戏分两版贩售略有不满。